# Макс Лоренс
Максим Анатольевич Сапатьков (бел. Максім Анатольевіч Сапацькоў; род. 13 июня 1981 года, Гомель), известный как Макс Лоренс  (Max Lorens) — белорусский R’n’B-исполнитель,музыкальный продюсер,аранжировщик и автор песен.

## Детство и юность
Максим Сапатьков родился 13 июня 1981 года в Гомеле в семье преподавательницы вокала Ларисы Сергеевны и главного инженера-механика Анатолия Ананьевича Сапатьковых. Максим — младший ребёнок в семье (есть старшая сестра).
В 6 лет пошёл в школу № 46 Гомеля с углублённым изучением французского языка (с 2007 году гимназия № 46, в 2008 году гимназии присвоено имя Блеза Паскаля). Параллельно учился в музыкальной школе по классу фортепиано. Петь начал с раннего детства, но по-настоящему начал увлекаться пением с 13 лет. Также увлекался баскетболом, игрой на музыкальных инструментах, проявлял большие способности к изучению иностранных языков и рисованию. После музыкальной школы сам освоил гитару.
В детском возрасте впервые спел сольно на конкурсе церковных песен в Польше и занял первое место. В подарок получил Библию и календарь, которые бережно хранит до сих пор.
После 9 класса поступил в музыкально-педагогический колледж имени Выготского. С этого времени на протяжении нескольких лет участвовал в различных неудачных музыкальных тандемах и группах. Наиболее продолжительным оказалось участие в группе SlamJam (soul, pop и r’n’b), которое длилось на протяжении 5 лет. Группа принимала участие во всех главных республиканских конкурсах и становилась лауреатом во многих из них. В составе этой же группы Максим попал в Оркестр им. Ю. А. Василевского. Позже, когда группа распалась, Максима Сапатькова пригласили продолжить работу в оркестре в качестве солиста. С этого момента начался профессиональный творческий путь певца.
В 2000 году поступил в Мозырский государственный педагогический университет им. Крупской. Параллельно с учёбой Максим продолжал работать в оркестре, гастролировал вместе с ним, писал песни и набирался музыкального и профессионального сценического опыта.

## Проект «Серёга»
В 2002 году Сапатьков получил гран-при на международном конкурсе молодых исполнителей в Орле. В 2003 году Сапатьков был приглашён для участия в международном фестивале искусств «Славянский базар» в Витебске и стал первым белорусским исполнителем, получившим гран-при на этом конкурсе. «Я был очень рад, что у меня была возможность принять участие в конкурсе Славянский базар. Было действительно нелегко победить в нем. После победы на „Славянском базаре“ моя жизнь разделилась на две части: в одной я был Максимом Сапатьковым, исполнителем лирических песен и романсов, в другой — Максом Лоренсем, частью набиравшего популярность проекта „Серёга“. Несмотря на то, что Максима Сапатькова после победы в конкурсе ждала всенародная любовь и популярность, я чувствовал, что намного ближе мне проект „Серёга“, где я реализовывался не только как исполнитель, но и как музыкант и композитор».
В 2004 году Серёга выпустил альбом Мой двор: Свадьбы и похороны (в России — Спортивные частушки), принёсший проекту популярность во всех странах СНГ. Максим принял участие в записи альбома как вокалист и композитор.
Следующие 7 лет Макс Лоренс продолжал работу в составе активно гастролирующего в то время проекта «Серёга». Вместе с рэпером Серёгой он занимался написанием текстов песен, созданием аранжировок, выступал на концертах вместе с ним. Принимал участие в многочисленных популярных шоу и программах: КВН, Званый ужин, Золотой граммофон, Песня года, MTV Russia Music Awards, Фабрика звёзд, новогодние шоу и других.

## Сольная карьера
В 2004 году Серёга и Макс Лоренс (Max Lorens) записали саундтреки к кинофильму «Бой с тенью» — «Завтра будет поздно» («Есть только здесь и сейчас»), «Кинг ринг», «Лебединая».
Свой первый сольный альбом «Танцы под луной» Макс Лоренс (Max Lorens) записал в 2008 году в Берлине, сотрудничая с битмейкерами Германии. На тот момент Макс Лоренс уже имел контракт с King Ring, а его продюсером был рэпер Серёга.
В 2008 году на песню Макса Лоренса «Схожу с ума» режиссёром Игорем Ивановым был снят клип.
В 2009 по совету композитора Игоря Крутого Макс Лоренс подал заявку на участие в конкурсе молодых исполнителей «Новая волна» и попал на него в качестве конкурсанта от Беларуси. Он стал лауреатом конкурса, получив титул «Most sexy singer» (англ. самый сексуальный исполнитель).
Композиции «Лебединая», «Возле дома твоего», «Схожу с ума» стали хитами и транслировались по многим радиостанциям России. Клип на песню «Лебединая» по случайному стечению обстоятельств так и не был снят.
В 2010 году сотрудничество Макса Лоренса и лейбла King Ring завершилось. После непродолжительной творческой паузы Макс Лоренс несколько изменил направление стиля. Песня «Этой ночью город не спит», записанная ранее совместно с Dj Miller, открыла ему дорогу в клубы. Некоторое время исполнитель работал над созданием танцевальной программы в стиле диско-хаус. В это время началось тесное сотрудничество с российским рэпером St1m. «В данный период я в свободное от гастролей время работаю в студии: создаю аранжировки, пишу тексты и музыку. Сегодня я чувствую себя реализовавшимся сольным исполнителем, и готов не только продолжать творить дальше, но и передавать свой опыт другим».
В 2010 году Макс Лоренс принял участие в экстремальном реалити-шоу «Зачистка», съёмки которого проходили в Аргентине. В 2011 году артист сделал белорускоязычный кавер «бел. Зрывае дах» на песню «рус. Схожу с ума» для компиляции «Будзьма! Тузін. Перазагрузка-2».
Макс Лоренс сотрудничал с такими отечественными и зарубежными исполнителями, как Серёга, Бьянка, Анюта Славская, Дидюля (отбор на Евровидение-2014), Сацура (отбор на Евровидение-2008 в России), Лион, Anggun, St1m, ST, Dj Шевцов и Dj Miller и др.

## Дискография
- 2003 — сингл «Загубили Лялю» (в составе проекта «Серёга»);
- 2004 — альбом «Мой двор: Свадьбы и похороны» (в России — «Спортивные частушки»);
- 2005 — альбом «Дискомалярия» (в составе проекта «Серёга»);
- 2008 — альбом «Хроники парнишки с гомельских улиц»;
- 2008 — сольный альбом «Танцы под луной»
- 2015 — сингл «Лунная дорога» (с Анютой Славской)[11]
- 2015 — сингл «Солнце в твоих глазах» (с Анютой Славской)[12]
- 2015 — сингл «Кабриолето»[13]
- 2016 — сингл «Вагоны»
- 2017 — сингл «Притяжение»[14]
- 2018 — сингл «Розы»[15]
- 2020 — сингл «Не в одной постели»[16]
- 2020 — сингл «I’ve Got a Feeling»
- 2020 — сингл «Грустный регги»
- 2020 — сингл Бьянка & Макс Лоренс — «Белая Русь»[17][18]
- 2021 — сингл «Окна»- ST1M feat. Макс Лоренс (OST «Аль-Капотня»)[19]
- 2021 — сингл Макс Лоренс — «КРОК»[20][21]
- 2021 — сингл Макс Лоренс — «Ты не моя»
- 2022 — сингл Макс Лоренс -«Ты не моя» (REMIX)
- 2022 — сингл Макс Лоренс & Сергей Лапковский — «Послание сыну»

## Видеография
- 2003 — клип на песню «Кукла» (в составе проекта «Серёга»);
- 2005 — клип на песню «King Ring» (в составе проекта «Серёга»);
- 2006 — клип на песню «Возле дома твоего» (в составе проекта «Серёга»);
- 2007 — клип на песню «Миллион долларов США» (в составе проекта «Серёга»);
- 2007 — клип на песню «Изо всей силы» (совместно с St1m);
- 2015 — клип на песню «Лунная дорога» (с Анютой Славской)[11]
- 2015 — клип на песню «Кабриолето»[22]
- 2016 — клип на песню «Солнце в твоих глазах» (с Анютой Славской)[12]
- 2018 — клип на песню «Розы»
- 2021 — клип на песню «КРОК»[23][24]